# Belgique au Concours Eurovision de la chanson 2012
La Belgique a participé au Concours Eurovision de la chanson 2012 et a sélectionné son représentant par une sélection interne, organisée par le diffuseur flamand VRT.

## Eurosong 2012
Le diffuseur flamand, la VRT, choisit encore l'artiste qui représentera le pays en 2012 par un concours interne. Cet artiste a chanté un certain nombre de chansons durant une émission en direct. Le public a choisi ensuite par vote la chanson pour représenter la Belgique dans le Concours 2012. Habituellement, la VRT choisi à la fois l'artiste et la chanson en interne. Cependant, à cause des changements dans les règles du Concours, ceci a dû changer.
Kate Ryan a montré de l'intérêt pour représenter à nouveau la Belgique au Concours 2012. Elle l'avait représentée en 2006 à Athènes avec le titre "Je t'adore". Elle a été l'une des favorites pour gagner le Concours cette année-là, mais échoua à se qualifier en finale après s'être placée 12e avec 69 points dans la demi-finale.

## À l'Eurovision
La Belgique participa à la première demi-finale, le 22 mai 2012.